# Guggenheim-Engelhai
Der Guggenheim-Engelhai (Squatina guggenheim) ist ein bodenbewohnender Hai, der an der Atlantikküste des südlichen Südamerika vorkommt.

## Aussehen und Merkmale
Der Guggenheim-Engelhai kann eine maximale Körperlänge von etwa 130 cm erreichen. Wie bei anderen Engelhaien ist der Rumpf stark abgeflacht mit sehr breiten Brustflossen, wodurch die Tiere in der Gestalt eher wie lange Rochen wirken. Die Brustflossen sind jedoch deutlich vom Rumpf abgesetzt, während sie bei den meisten Rochen ansatzlos in den Körper übergehen. Sie haben zwei Rückenflossen und besitzen keine Afterflosse. Der Körper hat eine gleichmäßig braune Rückenfarbe mit zahlreichen kleinen gelben Flecken und größeren schwarzen Markierungen. Auf den Brustflossen befinden sich zudem einige Augenflecken. Auf dem Schnauzenbereich, im Bereich der Augen und der Spritzlöcher befinden sich einige leicht vergrößerte Dornen, die in Gruppen stehen; Rückendornen sind nicht vorhanden.
Die Augen liegen auf der Kopfoberseite, das Maul ist endständig, die äußeren Nasenöffnungen sind mit kurzen Barteln mit zylindrischer Basis versehen. Die Spritzlöcher sind groß, die Anzahl der seitlich, unten liegenden Kiemenöffnungen beträgt fünf. Die Nasenklappen sind nur leicht gefingert oder glatt gerandet.

## Verbreitung

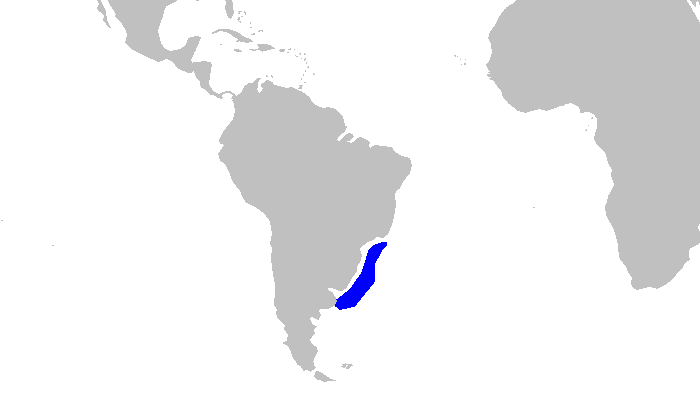
Verbreitung des Guggenheim-Engelhais

Das Verbreitungsgebiet des Guggenheim-Engelhais befindet sich im Küstenbereich des südlichen Atlantik von Brasilien bis Uruguay. Er lebt im äußeren Randbereich des Kontinentalschelfs vor allem in Tiefen zwischen 35 und 115 Metern, meist oberhalb von 100 Metern.

## Lebensweise
Über die Lebensweise des Guggenheim-Engelhais liegen nur wenige Daten vor. Wie andere Engelhai ernährt er sich vor allem von kleinen Knochenfischen und Krebsen, die er als Lauerjäger auf dem Boden liegend erbeutet. Wie alle Engelhaie ist er ovovivipar – die Eier werden im Muttertier ausgebrütet, bevor die Jungtiere lebend geboren werden. Dabei bringen die Weibchen dieser Art im Frühjahr sechs bis acht Jungtiere zur Welt, die Tragzeit beträgt elf Monate.
Die Geschlechtsreife erreichen die Tiere mit einer Körperlänge von etwa 110 Zentimetern.

## Gefährdung
Die International Union for Conservation of Nature (IUCN) stuft diesen Hai als stark gefährdet („Endangered“) ein. Die Einstufung erfolgte wie bei anderen Arten der südamerikanischen Küste aufgrund der vergleichsweise niedrigen Fortpflanzungsrate sowie der Gefahr der Überfischung, die vom Einsatz von Boden- und Schleppnetzen im Verbreitungsgebiet der Art ausgeht. Vor allem im südlichen Brasilien werden Engelhaie stark befischt, entsprechend ist besonders hier ein starker Rückgang verzeichnet: Der Höhepunkt der Engelhaifischerei (betrifft auch den Argentinischen Engelhai (Squatina argentina) und den Gepunkteter Engelhai (S. punctata)) lag zwischen 1986 und 1989 sowie im Jahr 1993 bei etwa 2.000 Tonnen pro Jahr, bevor er bis 2003 auf 900 Tonnen zurückging. Zudem ist der Hai eine häufige Beifangart bei der kommerziellen Fischerei, die vor allem auf den Fang der Seeteufel-Art Lophius gastrophysus abzielt. Forschungsfänge aus den Jahren 1986/87 und 2001/02 konnten zeigen, dass die Bestände des Guggenheim-Engelhais um 85 % abgenommen haben. Zusätzlich scheinen die Haie ihre Jungtiere in speziellen Flachwassergebieten unter 30 Meter Tiefe zu bekommen, in denen der Fischereidruck besonders hoch ist.

## Belege
1. 1 2  Squatina guggenheim in der Roten Liste gefährdeter Arten der IUCN 2010. Eingestellt von: Chiaramonte, G. & Vooren, C.M., 2007. Abgerufen am 18. Dezember 2010.
2. ↑  Squatina argentina in der Roten Liste gefährdeter Arten der IUCN 2010. Eingestellt von: Vooren, C.M. & Chiaramonte, G.E., 2006. Abgerufen am 18. Dezember 2010.